# Conistra completa
Conistra completa är en fjärilsart som beskrevs av George Francis Hampson 1906. Conistra completa ingår i släktet Conistra och familjen nattflyn. Inga underarter finns listade i Catalogue of Life.